# Hercule Poirot's Christmas
Hercule Poirot's Christmas (O Natal de Poirot, no Brasil e em Portugal) é um romance policial de Agatha Christie, publicado em 1938. É um caso do detetive Hercule Poirot.
O livro foi dedicado ao cunhado da autora, conhecido apenas como James, que queixava-se de que os assassinatos que ela escrevia estariam ficando muito refinados.

## Enredo
O multimilionário Simeon Lee convida os membros de sua família para passar o Natal em sua propriedade. Este convite é visto com desconfiança por vários parentes, porque Simeon nunca deu provas de que se importasse com eles. Foram convidados, inclusive, Harry, uma espécie de ovelha negra, e Pilar, uma neta que ninguém conhecia. Na verdade, o objetivo de Simeon é desenvolver um jogo sádico com seus familiares. Porém, um convidado inesperado bate à porta: a morte.